# Alfei Menasheh
Alfei Menasheh  (Hebreeuws: אַלְפֵי מְנַשֶׁה , Arabisch: ألفي منشيه) is een Israëlische nederzetting op de Westelijke Jordaanoever, ten zuidoosten van Qalqiliya. In 2011 telde deze plaats 7.423 inwoners.
De bouw van dergelijke nederzettingen is door de VN-Veiligheidsraad in resolutie 446 van maart 1979 illegaal verklaard, maar de Israëlische overheid bestrijdt deze opvatting. Israël wijst erop dat de Geneefse Conventie, die daartoe wordt aangehaald, doelde op het gedwongen verplaatsen van de eigen bevolking naar bezet gebied. Daarnaast wijzen zij erop dat onder het Britse Mandaatgebied Palestina, dat door de Volkenbond werd toegewezen, het hele gebied open stond voor Joodse vestiging, dus ook de Westelijke Jordaanoever. Israël wijst er voorts op dat het volgens hen geen bezet gebied maar betwist gebied betreft. Israël veroverde het gebied in 1967 op Jordanië, maar dat land had het dat gebied ook illegaal geannexeerd.